# Cá rễ cau dài
Cá rễ cau dài, còn được gọi cá đèn cầy, tên khoa học là Trypauchen vagina, là một loài cá bống thuộc chi Trypauchen trong họ Oxudercidae. Loài cá này được mô tả lần đầu tiên vào năm 1801.

## Từ nguyên
Từ định danh vagina trong tiếng Latinh nghĩa là “âm đạo”, hàm ý đề cập đến lỗ (thực tế là một cấu trúc như túi) ở rìa trên nắp mang của loài cá này, mặc dù không rõ chức năng của nó.

## Phân bố và môi trường sống
Cá rễ cau dài có phân bố rộng khắp Ấn Độ Dương - Thái Bình Dương, từ vịnh Ba Tư dọc theo bờ biển Nam Á về phía đông đến Philippines, từ Việt Nam ngược lên phía bắc đến bờ nam Trung Quốc và đảo Đài Loan, xa về phía nam đến Nam Phi, Indonesia và Nouvelle-Calédonie.
Cá rễ cau dài sinh sống tập trung trên nền đáy bùn cát ở vùng nước lợ đến nước mặn, gồm đầm phá, rừng ngập mặn, cửa sông, bãi bùn và cả những con sông. Chúng cũng là loài lưỡng cư.

## Loài xâm lấn
Cá rễ cau dài lần đầu tiên được ghi nhận ở Địa Trung Hải, khi một cá thể được thu thập từ tàu đánh cá ở độ sâu đến 90 m ngoài khơi bờ biển Israel. Chúng đã nhanh chóng mở rộng phạm vi đến vịnh İskenderun và Mersin (Thổ Nhĩ Kỳ), cũng như bờ biển Bắc Phi của Ai Cập. Đã có hơn 50 cá thể loài này vô tình bị đánh bắt ở Port Said (Ai Cập) vào năm 2021. Các nhà ngư học cho rằng, cá rễ cau dài có thể đến được từ Biển Đỏ thông qua kênh đào Suez, cụ thể là quá trình xả nước dằn tàu, mặc dù không có ghi nhận nào từ vùng biển này. Sự lan rộng của chúng đến vùng biển sâu gây đe dọa đến hệ sinh thái mesophotic (vùng biển mà ánh mặt trời trở nên yếu dần khi xuyên qua) của Địa Trung Hải.
Không những vậy, cá rễ cau dài còn được ghi nhận ở xa đến cả Đại Tây Dương, có khả năng cũng là do quá trình xả nước dằn tàu. Loài này đã được thu thập tại bờ biển bang Maranhão và bang São Paulo của Brasil. Tình trạng quần thể kết hợp với tính thích nghi cao là điều đáng báo động ở vùng biển Brasil.

## Mô tả
Chiều dài cơ thể lớn nhất được ghi nhận ở cá rễ cau dài là 22 cm. Loài này có màu đỏ hồng. 
Số tia vây lưng: 50–58; Số tia vây hậu môn: 43–50; Số tia vây ngực: 15–20; Số gai vây bụng: 1; Số tia vây bụng: 4–5.
Hai loài Trypauchen, loài còn lại là Trypauchen pelaeos, được phân biệt chủ yếu dựa vào sự chênh lệch số lượng các tia vây (số lượng trung bình các tia vây lưng và vây hậu môn của T. vagina nhiều hơn T. pelaeos) và chiều dài đầu (dài đầu của T. vagina ≤ 18% so với dài chuẩn của cả cơ thể, ở T. pelaeos thì tỉ lệ này cao hơn 18%).

## Sinh thái
Cá rễ cau dài luôn sống gần hang do chúng tự đào trên các bãi bùn. Đây là loài ăn tạp, thức ăn chủ yếu là các loài giáp xác nhỏ.

## Thương mại
Cá rễ cau dài là một loài cá thương mại tiềm năng ở khu vực Đồng bằng sông Cửu Long. Chúng đẻ trứng vào đầu mùa mưa (tháng 6–tháng 8), với sức sinh sản đạt khoảng 4.000–12.750 trứng/con cái/lần đẻ.
Ở Mumbai (Ấn Độ), cá rễ cau dài được phơi làm khô cá, cũng dùng làm mồi câu cua, và còn được cho là có giá trị y học đối với bệnh nhân co giật.